# Église Sainte-Marie de Montmurat
Pour les articles homonymes, voir église Sainte-Marie.
L'église Sainte-Marie est une église située en France sur la commune de Montmurat (Cantal), en région Auvergne-Rhône-Alpes.

## Historique
Église représentative de la reconstruction postérieure à la guerre de Cent Ans.

### Protection
L'église est inscrite au titre des monuments historiques par arrêté du 11 octobre 2004.